# Lagărul de concentrare Buchenwald

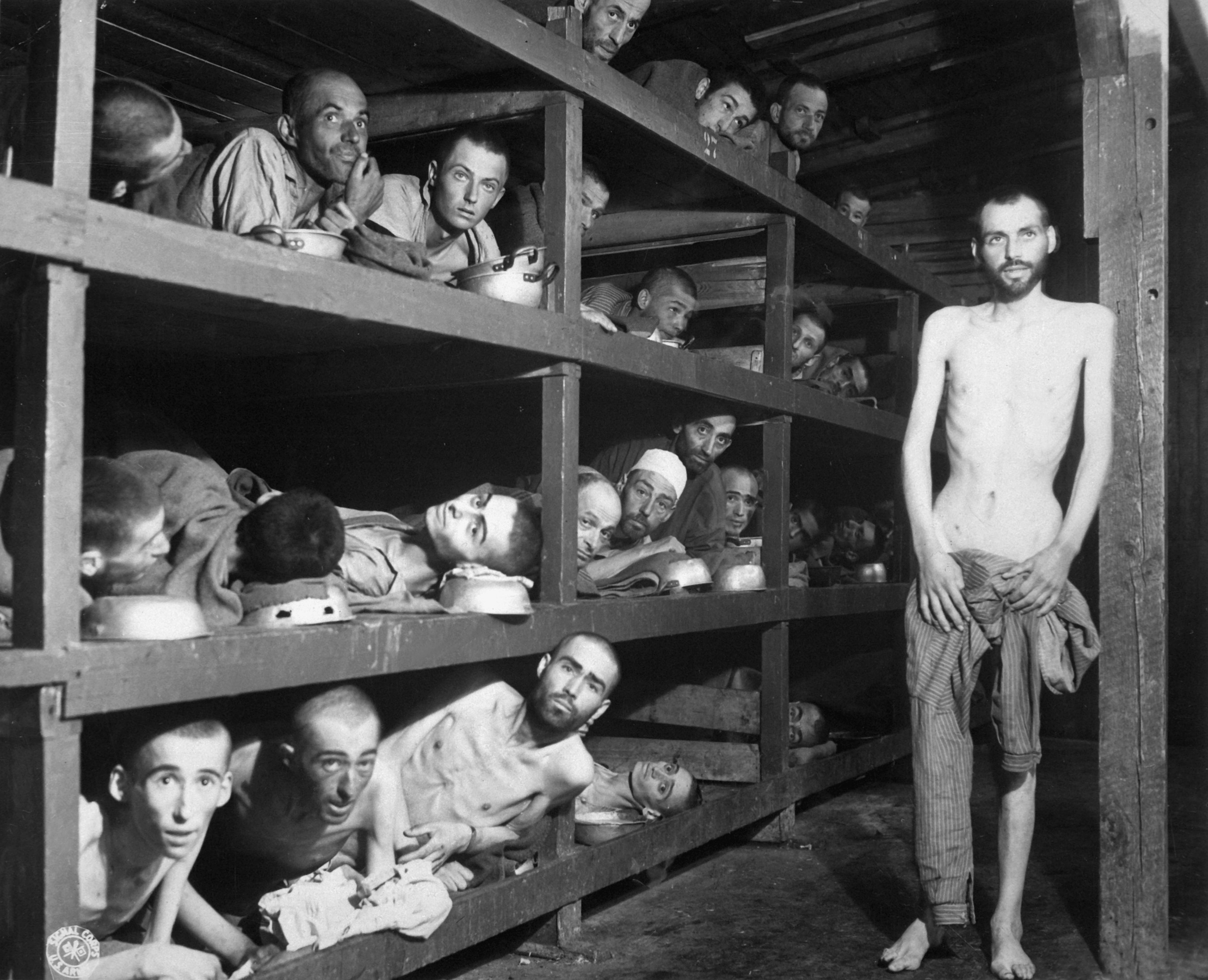
Deținuți de la Buchenwald în ziua eliberării, 16 aprilie 1945. Elie Wiesel este pe rândul doi de jos, al șaptelea de la stânga.

Lagărul de concentrare Buchenwald a fost un lagăr de concentrare nazist înființat pe muntele Ettersberg lângă Weimar, Thuringia, Germania, în iulie 1937, unul din cele mai mari astfel de lagăre de pe pământ german. În lagăr se găseau aproximativ 20000 de prizonieri, majoritatea lucrând ca sclavi în fabricile din regiune. Primul comandant al lagărului a fost Karl-Otto Koch.
Deținuții erau folosiți pentru muncă forțată în fabricile locale de armament. Aceștia erau evrei, deținuți politici, homosexuali, romi, martori ai lui Iehova, deținuți religioși, criminali, și prizonieri de război. Până în 1942 majoritatea deținuților politici erau comuniști, ulterior ponderea deținuților politici crescând considerabil.
Printre deținuți se numărau scriitori, medici, artiști etc. Majoritatea deținuților politici proveneau din țări ocupate și erau membri ai rezistenței. Proveneau din țări diferite, printre care Rusia, Polonia, Franța, Germania, Austria, Cehoslovacia, Olanda, Belgia, Norvegia, Danemarca, Spania și Italia.
În lagărul de concentrare Buchenwald a fost ucis Ernst Thälmann, președintele Partidului Comunist German (KPD). Între cei uciși la Buchenwald se numără și pastorul Paul Schneider.
Între 1945 și 1950 lagărul a fost folosit și de autoritățile sovietice de ocupație.